# Walter Schultze (Erziehungswissenschaftler)
Walter Schultze (* 15. Dezember 1903 in Hamburg; † 10. November 1984 in Frankfurt am Main) war ein deutscher Lehrerbildner und Erziehungswissenschaftler.
Nach dem Besuch des Lehrerseminars in Hamburg arbeitete Schultze zwischen 1924 und 1934 als Volks- und Mittelschullehrer. Er studierte Pädagogik, Philosophie und Völkerkunde und promovierte 1931 zum Dr. phil. Es folgten Assistenten- und Dozentenjahre am Erziehungswissenschaftlichen Seminar der Universität und an der Hochschule für Lehrerbildung seiner Heimatstadt. Er unterschrieb am 11. November 1933 das Bekenntnis der Professoren an den deutschen Universitäten und Hochschulen zu Adolf Hitler. Nach Kriegsdienst und Gefangenschaft begann Schultze eine Tätigkeit am Institut für Lehrerfortbildung in Hamburg, dessen Leitung er schließlich übernahm.

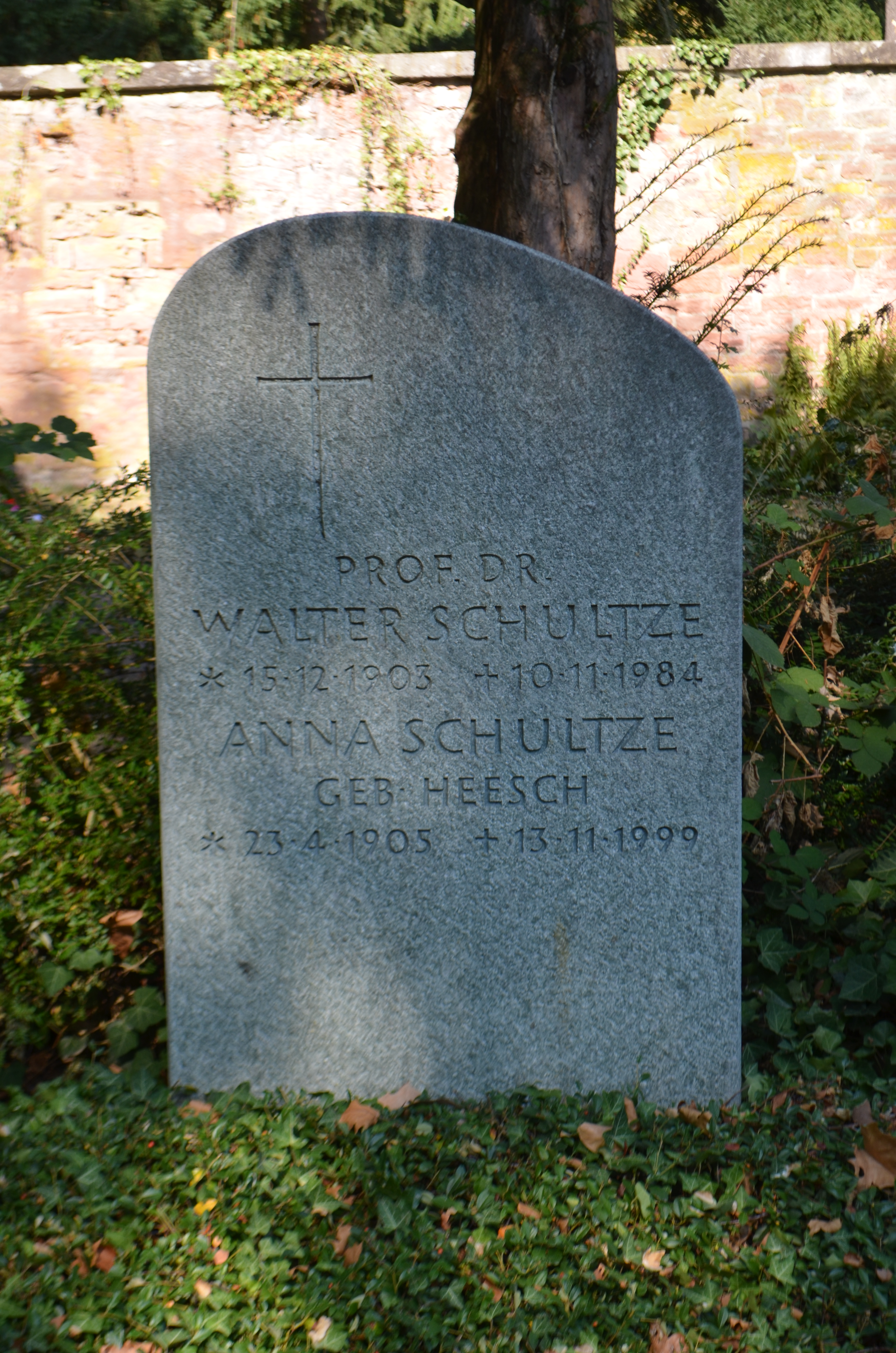
Grab von Walter Schultze

1952 wurde Schultze als Professor an die neue Hochschule für Internationale Pädagogische Forschung (HIPF) in Frankfurt am Main berufen, wo er bis 1971 die Abteilung Allgemeine und vergleichende Erziehungswissenschaft leitete. Nach der Umwandlung der HIPF in Deutsches Institut für Internationale Pädagogische Forschung (DIPF) war er von 1964 bis 1969 zugleich Direktor des Forschungskollegiums. In den 1960er Jahren koordinierte Schultze die deutsche Mitwirkung am International Project for the Evaluation of Educational Attainment, einer der ersten international vergleichenden Schulleistungsuntersuchungen (First International Mathematics Study 1964 und Six Subject Survey 1966-1973). Für lange Jahre war er Generalsekretär der International Association for the Evaluation of Educational Achievement (IEA). Das mehrbändige Sammelwerk „Schulen in Europa“, das Schultze 1968 gleichzeitig in deutscher, englischer und französischer Sprache herausgab, zählt zu seinen hervorragenden publizistischen Leistungen. Daneben war er Mit-Herausgeber der Paedagogica Europaea, einer Schriftenreihe über Pädagogik und vergleichende Erziehungswissenschaft des Auslands, sowie des Handbuches für Lehrer aus dem Bertelsmann-Verlag. 1968 und 1969 wurde Schultze als Sachverständiger zu den Beratungen des Deutschen Bildungsrates hinzugezogen. Von 1972 bis 1974 war er Vorsitzender der Deutschen Gesellschaft für Erziehungswissenschaft.
Walter Schultze ist auf dem Hauptfriedhof Frankfurt begraben.